# Aydınqışlaq
Aydınqışlaq är en ort i Azerbajdzjan.   Den ligger i distriktet Qəbələ, i den centrala delen av landet, 180 kilometer väster om huvudstaden Baku. Aydınqışlaq ligger 544 meter över havet och antalet invånare är 2 026.
Terrängen runt Aydınqışlaq är kuperad österut, men västerut är den platt. Närmaste större samhälle är Qutqashen, 7,6 kilometer norr om Aydınqışlaq. 
Trakten runt Aydınqışlaq består till största delen av jordbruksmark. Runt Aydınqışlaq är det ganska tätbefolkat, med 58 invånare per kvadratkilometer.